# One Moment in Time
"One Moment in Time" és una balada sentimental de la cantant estatunidenca Whitney Houston i escrita per Albert Hammond i John Bettis, produïda per Narada Michael Walden per als Jocs Olímpics d'estiu de 1988 celebrats a Seül, Corea del Sud. Va ser llançat per Arista Records el 27 d'agost de 1988, com el primer senzill de l'àlbum recopilatori, 1988 Summer Olympics Album: One Moment in Time, la banda sonora dels Jocs. La cançó va ser el tercer número u de Houston a la llista de singles del Regne Unit, i va arribar al número cinc del Billboard Hot 100 dels EUA. Més tard, la cançó es va incloure al segon disc dels seus primers grans èxits Whitney: The Greatest Hits i també a The Ultimate Collection i al segon disc de I Will Always Love You: The Best of Whitney Houston.

## Història
La melodia de la cançó es va inspirar en la figura atemporal d'Elvis Presley, amb Hammond imaginant-la com l'hauria cantat Presley "a l'estil fastuós" a la cerimònia d'obertura dels Jocs Olímpics. Va aparèixer a l'àlbum 1988 Summer Olympics Album: One Moment in Time, produït conjuntament amb la cobertura de NBC Sports dels Jocs Olímpics de Seül i que, a més de Whitney Houston, també va comptar amb artistes com ara The Four Tops, The Bee Gees, Eric Carmen, Taylor Dayne i el compositor de pel·lícules John Williams. La pista és un himne per creure en un mateix contra totes les adversitats, ja que Houston demana "One moment in time/when I'm racing with destiny/Then, in that moment of time, I will feel eternity." (Un moment en el temps/quan corre amb el destí/Llavors, en aquell moment, sentiré l'eternitat.)
Houston va gravar la cançó el maig de 1988, mentre estava a Londres durant vuit concerts consecutius exhaurits al Wembley Arena durant la seva gira mundial de Moment of Truth. La veu i el suport orquestral de Houston per part de l'Orquestra Simfònica de Londres es van gravar al complex AIR Studios, propietat de l'exproductor de The Beatles, George Martin, amb suport addicional als estudis de Walden a San Rafael, Califòrnia. A petició de Clive Davis, Houston va gravar un darrer conjunt de veus al seu estudi a Mendham Township, Nova Jersey, el juliol de 1988. Segons Walden, Houston es va molestar perquè Davis hagués interromput el seu breu descans a casa durant una gira mundial d'un any, però va acceptar fer l'enregistrament final.

## Rendiment gràfic
"One Moment in Time" va ser llançat per Arista Records el 27 d'agost de 1988, com el primer senzill de 1988 Summer Olympics Album: One Moment in Time, la banda sonora dels Jocs Olímpics de Seül, Corea del Sud. La cançó va debutar al número 57 de la llista Billboard Hot 100 del 10 de setembre de 1988. Nou setmanes més tard, va assolir el número cinc de la llista, el 12 de novembre de 1988, convertint-se en el desè èxit de Houston al Hot 100, i va passar 17 setmanes a la llista. També va debutar a Billboard Hot R&B/Hip-Hop Songs (abans "Hot Black Singles") al número 78, el 17 de setembre de 1988, i sis setmanes després va assolir un pic arribant al número 22, la seva posició més baixa a la llista de R&B en aquell moment. El 5 de novembre de 1988, el senzill va assolir el número u a la llista Billboard Hot Adult Contemporary, convertint-se en el seu setè senzill número u a la llista, i es va mantenir al primer lloc durant dues setmanes. Va ocupar el lloc número 89 a la llista Billboard Hot 100 de final d'any de 1988.
A nivell mundial va ser un gran èxit. Al Regne Unit, la cançó va entrar a la llista de singles del Regne Unit al número 24, la data de finalització de la setmana del 24 de setembre de 1988, i a les quatre setmanes del seu llançament va assolir la primera posició, un pic que va mantenir durant dues setmanes, convertint-se en el tercer senzill número u de Houston al Regne Unit. El senzill va ser certificat Plata per la British Phonographic Industry (BPI) per superar les 200.000 còpies, l'1 d'octubre de 1988. Segons The Official Charts Company, el senzill ha venut 400.000 còpies al país. A Alemanya Occidental, va debutar al número 58 del Top 100 de senzills de Media Control, la setmana del 26 de setembre de 1988, i la setmana següent va entrar directament al top 10. El 24 d'octubre de 1988, la cinquena setmana del seu llançament, la cançó va assolir el número u de la llista i es va quedar allà durant dues setmanes, convertint-se en el seu segon èxit número u d'Alemanya Occidental. El senzill va ser certificat Or per vendes superiors a les 250.000 còpies per la Bundesverband Musikindustrie (BVMI) el 1988. A tot Europa, "One Moment in Time" va tenir èxit, encapçalant la llista europea de singles Hot 100 durant cinc setmanes. Va assolir el top 5 a Àustria, Bèlgica, Finlàndia, Islàndia, Noruega, Suècia, i Suïssa, i va arribar als deu primers a França i als Països Baixos. El senzill es va convertir en un èxit menor a la regió d'Oceania, arribant al número 53 i 34 de la llista de senzills, a Austràlia i Nova Zelanda, respectivament. La cançó va tornar a entrar a la llista de singles del Regne Unit durant la setmana que va acabar el 18 de febrer de 2012, després de la mort de Houston.

## Recepció crítica
La revista paneuropea Music & Media va descriure "One Moment in Time" com "una gran balada en una producció pomposa de Narada Michael Walden". Després de la mort de Houston, Entertainment Weekly va publicar una llista de les seves 25 millors cançons i la va classificar en el lloc número 14 perquè: "Els Jocs Olímpics de Seül necessitaven un himne, i Houston va assolir el repte amb aquest majestuós carpe diem. La cançó, un element bàsic dels muntatges esportius, va donar una de les millors actuacions de tots els temps de Houston a la cerimònia dels Grammy de 1989".

## Actuacions en directe
- 1989: Houston va interpretar la cançó a l'obertura dels 31è premis Grammy el 22 de febrer de 1989, on va ser nominada a la millor interpretació vocal pop femenina.[29] Aquesta actuació es va retransmetre en directe per CBS i es va publicar als vídeos i CD: Grammy's Greatest Moments, Vol II (1994),[30][31] i Whitney: The Greatest Hits (2000).[32] També apareix al CD/DVD Live: Her Greatest Performances.
- 1989: Houston va interpretar la cançó durant la celebració del 60è aniversari de Sammy Davis Jr. a l'espectacle, gravat al Shrine Auditorium de Los Angeles el 13 de novembre de 1989 i emés per ABC el 4 de febrer de 1990.[33][34]
- 1992: Houston va interpretar la cançó a l'Olympic Flag Jam de 1992 al Georgia Dome d'Atlanta el 17 de setembre de 1992. El concert, que Houston va organitzar conjuntament amb Dick Clark, es va organitzar per donar la benvinguda a la bandera olímpica a Atlanta abans que la ciutat acollís els Jocs Olímpics d'Estiu de 1996.[35]
- 1997: Houston va tornar a interpretar la cançó a l'Open dels Estats Units de tennis a la cerimònia d'inauguració de l'estadi Arthur Ashe el 25 d'agost de 1997.[36]

## Vídeo musical
El vídeo de la cançó no mostra Houston interpretant la cançó, sinó que és un collage simple de clips dels Jocs Olímpics de 1988. Obre amb el recorregut de la flama olímpica cap a Seül, com un vídeo en blanc i negre fins que es mostra la il·luminació del peveter dels jocs de 1988 en que entra el color. A mesura que la cançó avança, es mostren imatges dels jocs de 1988. El vídeo de la cançó acaba amb el peveter olímpic de 1988 encès. Els atletes destacats inclouen: Florence Griffith-Joyner, Greg Louganis, Janet Evans, Matt Biondi, Ielena Xuixunova, Daniela Silivaş, Rosa Mota i Serguei Bubka.

## Llista de cançons i format
- Alemanya Federal 12" maxi-vinil/Maxi-CD senzill/Regne Unit 12" senzill de vinil (Versió 1)[37][38]

1. "One Moment in Time" per Whitney Houston ― 4:42
2. "Midnight Wind" per Tony Carey ― 5:03
3. "Olympic Joy" (Instrumental) per Kashif ― 4:03

- Regne Unit 12" senzill de vinil (versió 2)[39]

1. "One Moment in Time" per Whitney Houston ― 4:42
2. "Olympic Joy" (Instrumental) per Kashif ― 4:03
3. "Rise to the Occasion" per Jermaine Jackson & Lala ― 4:43

- Regne Unit 12" senzill de vinil (versió 3)[40]

1. "One Moment in Time" per Whitney Houston ― 4:42
2. "Love Will Save the Day" (Jellybean Remix)
3. "Olympic Joy" (Instrumental) per Kashif ― 4:03

- Regne Unit / Europa 7" senzill de vinil[41][42]

1. "One Moment in Time" per Whitney Houston ― 4:42
2. "Olympic Joy" (Instrumental) per Kashif ― 4:03

- Estats Units 7" senzill de vinil[43]

1. "One Moment in Time" ― 4:42
2. "Love Is a Contact Sport" ― 4:16

- Alemanya Federal 5" maxi-CD senzill[44]

1. "One Moment in Time" per Whitney Houston ― 4:42
2. "Olympic Joy" (Instrumental) per Kashif ― 4:03
3. "Rise to the Occasion" per Jermaine Jackson & Lala ― 4:43
4. "One Moment in Time" (Instrumental) ― 4:42

- JPN 3" CD senzill[45]

1. "One Moment in Time" per Whitney Houston ― 4:42
2. "Olympic Joy" (Instrumental) per Kashif ― 4:03

## Gràfics
| Gràfics (1988–1989)                                | Màxima posició |
| -------------------------------------------------- | -------------- |
| Alemanya Federal (Llista oficials alemanyes)       | 1              |
| Austràlia (ARIA)                                   | 53             |
| Àustria (Ö3 Austria Top 40)                        | 5              |
| Bèlgica (VRT Top 30)                               | 3              |
| Canadà Top Singles (RPM)                           | 22             |
| Canada Retail Singles (The Record)                 | 9              |
| Dinamarca (Tracklisten)                            | 7              |
| Espanya (AFYVE)                                    | 7              |
| Europa (European Hot 100 Singles) (Music & Media)  | 1              |
| Finlàndia (Suomen virallinen lista)                | 5              |
| França (SNEP)                                      | 8              |
| Islàndia (Íslenski Listinn Topp 10)                | 5              |
| Irlanda (IRMA)                                     | 2              |
| Païssos Baixos (Dutch Top 40)                      | 6              |
| Païssos Baixos (Single Top 100)                    | 6              |
| Nova Zelanda (Recorded Music NZ)                   | 34             |
| Noruega (VG-lista)                                 | 3              |
| Sud-àfrica (Springbok)                             | 21             |
| Suècia (Sverigetopplistan)                         | 3              |
| Suïssa (Swiss Hitparade)                           | 4              |
| UK Singles (OCC)                                   | 1              |
| US Billboard Hot 100                               | 5              |
| US Hot R&B/Hip-Hop Songs (Billboard)               | 22             |
| US Adult Contemporary (Billboard)                  | 1              |
| Estats Units Radio & Records CHR/Pop Airplay Chart | 7              |

| Gràfic (2012)                     | Màxima posició |
| --------------------------------- | -------------- |
| Àustria (Ö3 Austria Top 40)       | 34             |
| Corea del Sud (Circle)            | 96             |
| Espanya (PROMUSICAE)              | 26             |
| França (SNEP)                     | 61             |
| Irlanda (IRMA)                    | 42             |
| Portugal (AFYVE)                  | 41             |
| Suïssa (Swiss Hitparade)          | 18             |
| UK Singles (OCC)                  | 40             |
| UK R&B (OCC)                      | 11             |
| US Digital Song Sales (Billboard) | 56             |

| Gràfic (1988)                             | Posició |
| ----------------------------------------- | ------- |
| Canadà Top Singles (RPM)                  | 65      |
| Europa Hot 100 Singles (Music & Media)    | 27      |
| Països Baixos (Single Top 100)            | 53      |
| Regne Unit Singles (OCC)                  | 14      |
| US Top Pop Singles (Billboard)            | 89      |
| US Adult Contemporary Singles (Billboard) | 50      |

## Certificacions i vendes
| País                | Certificació | Vendes    |
| ------------------- | ------------ | --------- |
| França (SNEP)       | Plata        | 200.000 + |
| Alemanya (BVMI)     | Or           | 250.000 + |
| Suècia (GLF)        | Or           | 25.000 +  |
| Regne Unit (BPI)    | Or           | 400.000 + |
| Estats Units (RIAA) | Or           | 500.000 + |

## Personal
- Whitney Houston: veu, arranjadora vocal
- Narada Michael Walden: productor, arranjador, bateria
- Walter "Baby Love" Afanasieff: teclats
- Randy "The Emperor" Jackson: baix sintetitzador Moog Source
- Robert "Bongo Bob" Smith: percussió SP-12, mostreig de bateria, programació
- Ren Klyce: sintetitzador Fairlight
- Vernon "Ice" Black: guitarra
- The London Symphony Orchestra: orquestra
- Claytoven Richardson, Jeanie Tracy, Jim Gilstrap, Karen "Kitty Beethoven" Brewington, Lynette Stephens, Rosie Gaines, Walter Hawkins: veu de fons

## Versions
"One Moment in Time" va ser interpretada en directe per Teodora Sava, aleshores d'11 anys, a les audicions de la primera edició del programa de talent infantil romanès Next Star el 2013. La seva actuació va reunir elogis i reaccions positives de tots els jutges (que la van veure per primera vegada) i en línia, i va tenir 2,65 milions de visualitzacions combinades de YouTube, fet que la va fer ben coneguda per un públic més ampli a Romania i a l'estranger. Poc després, va gravar la cançó en un estudi.
El grup de rock instrumental britànic The Shadows va fer una versió al seu àlbum de 1989, Steppin' to the Shadows: 16 Great Tracks As Only the Shadows Can Play Them.
El 1998, la diva Jane McDonald va cantar la versió de Houston de la cançó de l'àlbum Jane McDonald.
Dana Winner va fer una versió de la cançó; la seva versió ha aconseguit més de 35 milions de visualitzacions a YouTube.

## En la cultura popular
Adequada per als orígens de la cançó com a himne olímpic, l'heptatleta britànica, guanyadora de la medalla d'or olímpica, Denise Lewis, va seleccionar la cançó com un dels seus vuit enregistraments a Desert Island Discs de la BBC el febrer de 2012. Aquell mateix mes, la cançó va aparèixer al començament dels Brit Awards 2012 a l'O2 Arena de Londres en homenatge a Houston, qui havia mort a principis de mes, en tocar la cançó acompanyada d'un muntatge de vídeo de 30 segons dels seus vídeos musicals.
Dexter Darden interpreta la cançó a l'episodi 10 de la temporada 2 del reboot de Saved by the Bell.